# 水仙圖卷
水仙圖卷，南宋，趙孟堅名作。現藏於天津博物館。
白描細勾花葉，用筆尖細流利。構圖疏密有致，層次分明，茂密坡草處尤為飄灑飛舞，表現出水仙清而不凡，秀而雅淡的獨特情態。原無款字，卷首自題以及卷尾除潘純之外的提拔皆系抄錄作偽。《石渠寶笈初編》著錄，係清宮軼出的書畫名蹟之一。
趙孟堅（1188〜1264），字子固，號彝齋居士，宋宗室後裔，南宋寶慶二年（1226年）進士，官至朝散大夫，修雅博識，善畫墨筆蘭花、水墨白描水仙，頗具盛名。

## 註解
1. ↑  天津博物館展品說明
2. ↑   註: